# ティルマン・トーマス
ティルマン・ジョゼフ・トーマス（英: Tillman Joseph Thomas、1945年6月13日 - ）は、グレナダの政治家。2008年から2013年にかけて、同国の首相を務めた。国民民主会議（NDC）代表。
セント・パトリック教区ハーミテージ生まれ。モーリス・ビショップ政権下で2年間投獄された。1984年12月にセント・パトリック東選挙区から下院議員に当選し、1990年まで法務副大臣を務めた。1987年にNDCに入党し、1990年まで副幹事長を務めた。1990年の選挙で再選されると労働副大臣に就き、後に労働・観光大臣に昇格した。
1999年総選挙でのNDC敗北を受け、翌年10月に党首に選出された。党首として臨んだ2003年11月の総選挙では新国民党（NNP）に1議席差で敗れ、翌月野党のリーダーになった。
13年の野党暮らしを経て、NDCは2008年7月8日の総選挙で15議席のうち11議席を獲得し、NNPに勝利した。トーマス自身も自らの選挙区で再選した。勝利の翌日にセント・ジョージ教区グランド・アンズのグレナダ貿易センターでダニエル・ウィリアムズ総督に対し宣誓を行った。このなかで彼は「オープンで透明な政治」を誓った
。
トーマスは17人の閣僚から成る内閣を組閣し、7月13日に国立競技場で宣誓した。トーマス自身は首相に加え法務、国防、情報、行政大臣を兼務することとなった。民間からも教育・人事大臣にフランカ・バーナディン、司法大臣にジミー・ブリストルを起用した。
5年近く政権を担当したのち、2013年2月の総選挙で、NDCはトーマス自身の議席を含む全15議席を失う壊滅的敗北を喫した。そのすべてをNNPが獲得し、キース・ミッチェルが首相に再任された。

## 映画出演
| 公開年 | タイトル                                                | 役名 | 脚注             |
| ------ | ------------------------------------------------------- | ---- | ---------------- |
| 2011年 | 南の島の大統領-沈みゆくモルディブ- The Island President | 本人 | ドキュメンタリー |